# Schönaich (Oberscheinfeld)
Schönaich (fränkisch: Schännaich) ist ein Gemeindeteil des Marktes Oberscheinfeld im Landkreis Neustadt an der Aisch-Bad Windsheim (Mittelfranken, Bayern). Die Gemarkung Schönaich hat eine Fläche von 1,139 km². Sie ist in 140 Flurstücke aufgeteilt, die eine durchschnittliche Fläche von 8135,17 m² haben. In ihr liegt neben dem namensgebenden Ort der Gemeindeteil Schönaichermühle.

## Geografie
Der Weiler liegt am Mordgrundbach (im Unterlauf Schönbach genannt), einem rechten Oberlauf der Scheine. Im Osten steigt das Gelände zum Hochberg (388 m ü. NHN) an, einer Erhebung des Steigerwaldes. Eine Gemeindeverbindungsstraße führt nach Herrnberg (1,2 km westlich) bzw. zur Kreisstraße NEA 28 (0,1 km nordöstlich).

## Geschichte
Der Ort wurde im würzburgischen Lehenbuch, das im Zeitraum von 1317 bis 1322 entstanden ist, als „Schoneich“ erstmals erwähnt. Der ursprüngliche Flurname bezeichnet einen schönen Eichenwald. Schönaich bestand damals aus vier Mansen. Das Hochgericht übte das bambergische Amt Oberscheinfeld aus. 1597/98 gelangte „Schonaich“ durch Tausch an die Herren von Castell.
Im Rahmen des Gemeindeedikts (frühes 19. Jahrhundert) wurde der Steuerdistrikt Schönaich gebildet. Zugleich wurde der Ort der Ruralgemeinde Oberscheinfeld zugeordnet. Wenig später entstand die Ruralgemeinde Krettenbach, zu der Schönaich gehörte. Am 1. Januar 1972 wurde Schönaich im Zuge der Gebietsreform in Bayern wieder nach Oberscheinfeld eingemeindet.

### Baudenkmäler
In Schönaich gibt es vier Baudenkmäler:
- Haus Nr. 1: Wohnhaus
- Haus Nr. 2: Wohnstallhaus
- Haus Nr. 3: Wohnhaus und Backhaus
- Haus Nr. 6: Ehemaliges Wohnstallhaus

ehemaliges Baudenkmal
- Haus Nr. 8: Ursprünglich erdgeschossiges, dann im vorderen Teil aufgestocktes und jetzt zweigeschossiges Wohnstallhaus von drei zu drei Achsen im Wohnteil. Im Türsturz bezeichnet „Bau Herr / Johann Adam / Ullerich 1800“. Zweiteilige Tür mit konzentrisch um eine auf der Spitze stehende Raute aufgedoppelten Leisten. Das massive Erdgeschoss ist verputzt; Fachwerkobergeschoss mit Satteldach.[13]

### Einwohnerentwicklung
| Jahr      | 1818  | 1852   | 1861   | 1871   | 1885   | 1900   | 1925   | 1950   | 1961   | 1970   | 1987  |
| Einwohner | 53    | 54     | 64     | 63     | 67     | 57     | 41     | 33     | 32     | 30     | 24    |
| Häuser    | 10    | 9      |        |        | 12     | 9      | 8      | 6      | 7      |        | 9     |
| Quelle    | [ 9 ] | [ 15 ] | [ 16 ] | [ 17 ] | [ 18 ] | [ 19 ] | [ 20 ] | [ 21 ] | [ 22 ] | [ 23 ] | [ 1 ] |

## Religion
Schönaich ist seit der Reformation evangelisch-lutherisch geprägt und nach St. Michael (Schnodsenbach) gepfarrt.